# Djoum
Djoum – miasto w Kamerunie, w Regionie Południowym.